# Phạm Phú Thứ
Phạm Phú Thứ (chữ Hán: 范富庶; 1821 – 1882), trước khi đỗ ,tên là Phạm Hào (khi đỗ Tiến sĩ được vua Thiệu Trị đổi tên là Phú Thứ), tự Giáo Chi (教之), hiệu Trúc Đường (竹堂), biệt hiệu Giá Viên (蔗園), thụy hiệu Văn Ý công (文懿公) là một đại thần nhà Nguyễn và là một trong số người có quan điểm canh tân nước Việt Nam trong những năm nửa cuối thế kỷ 19.

## Thân thế
Phạm Phú Thứ sinh năm Tân Tỵ (1821) tại Điện Bàn, Quảng Nam
Nhà nghèo, mẹ mất sớm, nhưng nhờ thông minh, chăm chỉ, và từng được Tùng Thiện vương Miên Thẩm dạy dỗ, nên ông Thứ sớm có tiếng là người học giỏi.

## Quan lộ

### Làm quan lần thứ nhất
Năm Thiệu Trị thứ 2 (1842), Phạm Phú Thứ dự thi Hương, đỗ Giải nguyên khi mới 21 tuổi. Năm 1843, ông dự thi Hội và đỗ Hội nguyên. Khi vào thi Đình, ông đỗ luôn Tiến sĩ cập đệ.
Buổi đầu (1844), ông được bổ làm Biên tu. Năm 1845, thăng ông làm Tri phủ Lạng Giang (nay thuộc tỉnh Bắc Giang), rồi thăng làm Thị độc. Một thời gian sau ông đã xin nghỉ chức vì có tang cha.
Đến năm Tự Đức thứ 2 (1849), ông được chuyển qua Tập hiền viện làm chức Khởi cư chú (thư ký ghi lời nói và hành động của vua), rồi sang tòa Kinh diên.
Năm 1850, thấy nhà vua ham vui chơi, lơ là việc triều chính, ông mạnh dạn dâng sớ can gián, nên bị cách chức và giam ở nhà lao Thừa Phủ (nay là thành phố Huế). Xét án, triều đình khép ông vào tội đồ và phạt đày đi xa; song nhà vua cho rằng đó chỉ là "lời nói khí quá khích, không nỡ bỏ, nhưng răn về (tính) nóng bậy", nên ông chỉ bị đày làm thừa nông dịch (tức là lính trạm chuyên chạy về việc canh nông) ở trạm Thừa Nông (Huế).

### Phục chức, làm quan lần thứ hai
Năm 1852, ông được khôi phục hàm Biên tu (hàm lúc sơ bổ). Năm 1854, cử ông làm Tri phủ Tư Nghĩa thuộc tỉnh Quảng Ngãi. Tại đây, ông tổ chức và vận động dân chúng lập được hơn năm mươi kho nghĩa thương để phòng khi chẩn tế cho dân. Với việc làm đó, ông được cử giữ chức Viên ngoại lang ở bộ Lễ.
Năm 1855, ông được điều sang công tác quân sự để giải quyết cuộc bạo động của người Thượng ở Đá Vách, Quảng Ngãi. Sau khi dẹp yên, ông được thăng chức Án sát sứ ở hai tỉnh là Thanh Hóa và Hà Nội.
Năm 1858, ông được chuyển về làm việc ở Nội các tại Huế.
Năm 1859, ông xin về quê để dưỡng bệnh và cải táng mộ cha. Khi trở lại triều, ông dâng sớ xin đắp đê Cu Nhí, đào sông Ái Nghĩa, đồng thời xây dựng công sự bố phòng và luyện tập quân sự ở tỉnh nhà Quảng Nam.
Năm 1860, từ Nội các, ông được thăng chức Thị lang bộ Lại, rồi thăng làm Thự Tham tri của bộ này.

### Đi sứ sang châu Âu

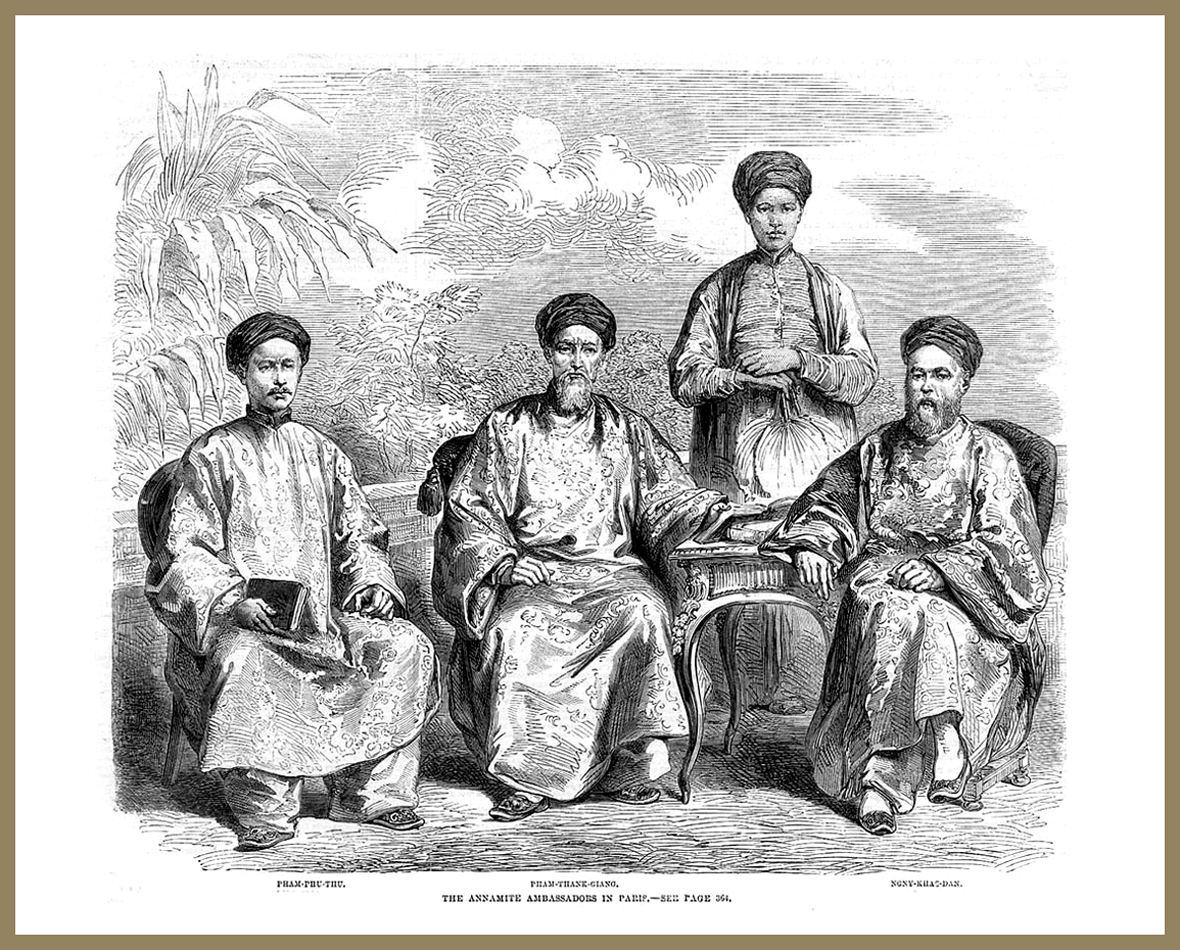
Đoàn sứ thần Đại Nam tại Paris năm 1863, hàng ngồi từ trái qua phải: Phó sứ Phạm Phú Thứ, Chánh sứ Phan Thanh Giản, và Bồi sứ Ngụy Khắc Đản

Đầu năm 1863, sau khi vua Tự Đức xét trong mấy điều khoản trong Hòa ước Nhâm Tuất còn có chỗ chưa thỏa, liền sung Phạm Phú Thứ làm Khâm sai vào ngay Gia Định, hội với Phan Thanh Giản và Lâm Duy Hiệp (hay Thiếp) để đàm phán với quan soái Pháp và quan đại thần nước Y Pha Nho (Tây Ban Nha). Không hoàn thành nhiệm vụ, ông phải bị giáng một cấp. Tháng 5 (âm lịch) năm này, ông được cử làm Phó sứ, cùng với Chánh sứ Phan Thanh Giản và Bồi sứ Ngụy Khắc Đản, sang Pháp và Tây Ban Nha với nhiệm vụ xin chuộc lại ba tỉnh miền Đông Nam Kỳ.
Tháng 2 (âm lịch) năm 1864, sứ bộ về đến Huế. Sau đó, ngoài bản tường trình cốt để thuyết phục vua Tự Đức mau "cải cách việc học tập và phát triển công nghiệp", Phạm Phú Thứ còn dâng lên vua hai tác phẩm do ông làm trong chuyến đi, đó là Tây hành nhật ký và Tây Phù thi thảo. Vua xem cảm động, có làm một bài thơ để ghi lại việc này. Được tin cậy, nhà vua thăng ông làm Tham tri bộ Lại.
Năm 1865, thăng ông chức Thự Thượng thư bộ Hộ, sung Cơ mật viện đại thần. Ở chức vụ này, ông đã mật tâu xin đặt 4 Tuyên phủ sứ ở Quảng Trị, Bình Định, Nghệ An và Hưng Hóa; đồng thời xin đặt "trường giao dịch chợ búa, sửa thuế thương chính, lập thổ tù" ở các nơi ấy để làm "mạnh vững nơi biên phòng, nhưng việc rút cục không thành".
Năm 1866, quan soái Pháp phái tàu đến cửa Thuận An (Huế) đưa thư đòi "quản luôn ba tỉnh là Vĩnh Long, An Giang và Hà Tiên", vì ở đây "bọn trộm cướp thường qua lại". Nhà vua liền sai Phạm Phú Thứ và Phan Huy Vịnh đến "xin giữ giao ước cũ lâu dài".
Năm 1867, Phan Thanh Giản mất, triều đình cử Phạm Phú Thứ làm người điều đình với Pháp. Song thực dân Pháp không hài lòng về cách xử sự cứng rắn của ông, còn triều đình Huế thì không hài lòng vì việc thương lượng cứ đỗ vỡ. Cuối cùng ông bị Ngự sử đàn hặc, và bị gọi về kinh "hậu cứu".
Năm 1873, vì phạm lỗi, ông lại bị giáng làm Thị lang, rồi khai phục chức Tham tri.
Năm 1874, triều đình cho mở nhà thương chính ở Bắc Kỳ. Nhà vua cho ông "là người am hiểu, và có tài cán lão luyện" nên tháng 10 (âm lịch) năm đó, đổi ông làm Thự Tổng đốc Hải Yên (còn gọi là Hải An, gồm Hải Dương và Quảng Yên), kiêm sung Tổng lý thương chánh Đại thần.
Đến nơi, gặp lúc đê huyện Văn Giang (nay thuộc Hưng Yên) vỡ, nước lũ tràn cả hai phủ là Bình Giang và Ninh Giang thuộc Hải Dương. Thấy dân đói khổ, ông lập tức xin trích năm vạn phương gạo ở kho Hưng Yên để phát chẩn. Đồng thời, lại phái thuộc hạ đem những người dân còn khỏe mạnh đến Đông Triều, Nam Sách... khẩn hoang, cày cấy kiếm sống.
Năm 1876, chuẩn cho Phạm Phú Thứ được thực thụ chức Tổng đốc Hải An. Để yên dân, ông xin đặt trường mua gạo ở chợ An Biên (thuộc huyện An Dương, Hải Phòng) và Đồ Sơn (thuộc huyện Đông Triều, tỉnh Quảng Ninh); đồng phái Thương biện là Lương Văn Tiến (anh em họ ngoại với Phú Thứ) đi hiểu dụ lưu dân, tạo công ăn việc làm cho họ để họ thôi "càn rỡ, ngang ngược". Ngoài ra, ông còn cho khai rộng sông ở phủ Bình Giang, mở Nha Thương chánh và trường học chữ Pháp ở Hải Dương vào năm 1878, v.v....
Năm 1878, thăng ông làm Thự Hiệp biện Đại học sĩ, song vẫn lĩnh chức vụ cũ. Cũng trong năm này, Khâm phái Ngự sử là Dương Hoàn tâu lên rằng: "Lương Văn Tiến (lúc này đang làm Giám đốc việc tuần phòng ngoài biển) cậy thế chở gạo ra ngoại quốc"... Vì vậy, Phạm Phú Thứ phải về Huế, để chữa bệnh và đợi án. Năm 1880, khi bản án dâng lên, ông bị giáng làm Quang lộc tự khanh, lĩnh chức Tham tri bộ Binh. Nhân có bệnh, ông xin về quê.

## Qua đời
Tháng 12 (âm lịch) năm 1881, nước Tây Ban Nha dâng tặng khánh vàng hạng nhất, đồng thời gửi tặng khánh vàng cho các quan đại thần là Trần Tiễn Thành, Nguyễn Văn Tường, Hoàng Diệu và ông.
Năm Tự Đức thứ 35 (Nhâm Ngọ 1882), Phạm Phú Thứ mất tại quê nhà "giữa những ngày u ám nhất của vận mệnh chế độ phong kiến nhà Nguyễn". thọ 61 tuổi.
Nghe tỉnh thần tâu lên, vua Tự Đức thương tiếc ban dụ, trong đó có đoạn: "Phú Thứ kinh lịch nhiều khó nhọc, đi Đông sang Tây, dẫu yếu đuối cũng vâng mệnh không dám từ chối. Về việc trông coi Thương chính ở Hải Dương, khi tới nơi công việc đều có manh mối, sau này nên lấy đó noi theo. Những lưu dân, gian phỉ chứa ác ở Quảng Yên, thứ tới kinh lý cũng được yên. Rồi mở đồn điền ở Nam Sách, thực là lo xa chu đáo, đó là công cán ngày thường rực rỡ đáng nêu. Gia ơn cho truy phục nguyên hàm Thự Hiệp biện Đại học sĩ và chuẩn cho thực thụ, cũng sắc cho địa phương tới tế một tuần". Theo GS. Trần Văn Giáp thì sau đó ông còn được ban tên thụy là Văn Ý công.
Sinh thời, ông thường giao thiệp với các thi nhân có tiếng lúc bấy giờ như anh em Tùng Thiện Vương, Phan Thanh Giản, Trương Đăng Quế, Bùi Văn Dị, v.v...

## Tác phẩm
Tác phẩm của Phạm Phú Thứ toàn bằng chữ Hán, gồm có:
- Tây phù thi thảo (Bản thảo tập thơ đi sứ phương Tây)
- Tây hành nhật ký (Nhật ký đi sứ phương Tây). Tập văn này và tập thơ trên, ghi lại khá tỉ mỉ những điều mắt thấy tai nghe về kinh tế, chính trị, phong tục, tập quán của người phương Tây trong chuyến đi sứ dài ngày vào năm 1863.
- Trúc Đường thi văn tập (Tập thơ văn của Trúc Đường)
- Giá Viên toàn tập (Toàn tập Giá Viên). Cả thảy có 26 quyển: 13 quyển thơ, 13 văn, gồm đủ các thể loại thơ, tấu, phú, văn tế, ký...
- Bản triều liệt thánh sự lược toản yếu
- Thuật tiên đức
- Lịch triều thống hệ niên phả toát yếu

Ngoài ra, ông còn cho khắc in để phổ biến một số sách thực dụng do người Trung Quốc dịch từ sách tiếng Anh ra chữ Hán, như: Bác vật tân biên (sách nói về khoa học), Khai môi yếu pháp (sách nói về cách khai mỏ), Hàng hải kim châm (sách nói về cách đi biển), Vạn quốc công pháp (sách nói về cách thức giao thiệp quốc tế), góp phần vào tư tưởng canh tân của Nguyễn Trường Tộ, Nguyễn Lộ Trạch... Nhận thấy đây đều là những sách cần thiết, tháng 3 nhuận (âm lịch) năm 1879, vua Tự Đức đã "khiến quan tỉnh Hải Dương (chỉ Phạm Phú Thứ) in cho nhiều mà bán, để quan lại và học trò học tập. Đến tháng 7 nhuận (âm lịch) năm 1881, lại khiến tỉnh Hải Dương khắc in 4 bộ sách ấy để ban cấp cho các trường học trong ngoài".

### Địa danh phiên âm
Qua sách đi sứ qua phương Tây, ông đã phiên âm nhiều địa danh, không rập khuôn theo cách gọi của người Tàu mà đặt riêng dùng cả chữ Nôm chứ không hạn chế chỉ dùng chữ Nho.
- Macao: Mã Cao
- Java: Xà Bà,
- Batavia (Jakarta): Giang Lưu Ba
- Eo biển Sunda: cửa Song Đề
- Aceh: A Chinh
- Vịnh Bengal: Vịnh Minh Ca Lê
- Ceylon (Sri Lanka): Sai Lăng
- Chagos: Sa Gỗ
- Aden: A Điên
- Ai Cập: Y Diệp
- sông Nin: Nhĩ Lô
- Cairo: Kê Thành
- Alexandria: A Lê Xang Rí, Xang Thành
- Thổ Nhĩ Kỳ: Tu Ru Ky, Tu Ru Cô
- Hy Lạp: Cừ Sách, Cừ Rách, Ca Lê Cô
- Núi Ólympos: Ô Liêm

## Được khen ngợi

### Là một viên quan tốt
Sử nhà Nguyễn chép:
"(Phú Thứ) dẫu làm quan xa, mà tình trạng chốn quê quán chưa từng không quan tâm. Như khi ở Hải Đông, hạt Quảng Nam luôn năm đói kém, mà việc tuần phòng ở ngoài biển thì gạo cấm khá nghiêm, bèn thương lượng tạm bỏ điều cấm (ấy), hoặc quyền nghi cho thuyền chốn người Thanh, người Kinh chở gạo Bắc về Quảng Nam phân tán phát mại. Ông còn bỏ liêm bổng ra mua 1.000 phương gạo gửi về chia ra phát chẩn cho dân đói ở huyện hạt, nhân đó cứu sống được nhiều người, đến nay người vẫn nhớ"...
Thiếu tướng Đỗ Mậu trong hồi ký của mình cũng đã viết rằng:
"Cụ Phạm Phú Thứ là một nhà nho tuy ra làm quan... nhưng cụ luôn hành xử một cách thanh liêm, cương trực, và từng tỏ thái độ bất khuất đối với người Pháp, nên được giới sĩ phu và nhân dân miền Trung hết lòng ngưỡng mộ".

### Là một nhà thơ có tài
Nói về thơ của Phạm Phú Thứ, trong Từ điển bách khoa toàn thư có đoạn: "Một số bài thơ trong "Giá Viên thi tập" bộc lộ cảm xúc của người chưa quên mình "vốn là học trò nghèo ở thôn quê", chia sẻ nỗi vui buồn với ngư dân, nông dân trong cuộc sống hằng ngày của họ". Từ điển văn học (bộ mới) có nhận xét tương tự, đồng thời cũng nói thêm rằng "chính từ những tình cảm lành mạnh ấy, ngay lúc sinh thời, thơ văn ông đã được nhiều người tán thưởng".

## Ghi công
Hiện nay, lăng mộ cụ Phạm Phú Thứ ở tại quê nhà làng Đông Bàn, thôn Nam Hà 1, xã Điện Trung, thị xã Điện Bàn, tỉnh Quảng Nam đã được chính quyền địa phương cùng con cháu dòng tộc Phạm Phú tôn tạo lại, và đã được Bộ Văn hóa, Thể thao và Du lịch xếp hạng di tích Lịch sử Quốc gia.
Tên ông cũng đã được dùng để đặt tên cho bốn ngôi trường, đó là: Trường Tiểu học Phạm Phú Thứ tại xã Điện Phương, thị xã Điện Bàn, tỉnh Quảng Nam; Trường trung học phổ thông Phạm Phú Thứ tại Gò Nổi (Điện Bàn, Quảng Nam); Trường Trung học phổ thông Phạm Phú Thứ tại xã Hòa Sơn (Hòa Vang, thành phố Đà Nẵng) và trường Trung học phổ thông Phạm Phú Thứ ở đường Gia Phú, Quận 7, Thành phố Hồ Chí Minh. Ở phường Vĩnh Điện thị xã Điện Bàn và quận Tân Bình Thành phố Hồ Chí Minh, quận Hải Châu Thành phố Đà Nẵng, Thành phố Hải Phòng, Thành phố Bà Rịa tỉnh Bà Rịa – Vũng Tàu và nhiều tỉnh thành khác cũng có con đường mang tên ông.
Sinh thời ông đã hướng dẫn người làng Đông Bàn quê ông chế tác xe đạp nước, xe trâu là công cụ thủy lợi khá hữu ích, giúp bà con nông dân đỡ vất vả mà năng suất lúa tăng lên. Về sau nhiều nơi trong và ngoài tỉnh Quảng Nam áp dụng phổ biến.

## Sách tham khảo
- Quốc sử quán triều Nguyễn, Đại Nam chính biên liệt truyện (viết tắt là "Chính biên"), truyện: "Phạm Phú Thứ". Nhà xuất bản Văn học, 2004.
- Quốc sử quán triều Nguyễn, Quốc triều sử toát yếu, phần "Chính biên". Nhà xuất bản Văn học, 2002.
- Trần Văn Giáp, Tìm hiểu kho sách Hán Nôm (toàn tập). Nhà xuất bản Khoa học xã hội, 2003.
- Nguyễn Kim Hưng, mục từ "Phạm Phú Thứ" in trong Từ điển văn học (bộ mới). Nhà xuất bản Thế giới, 2004.